# Tim Roth
Timothy Simon "Tim" Roth (født 14 maj 1961) er en britisk skuespiller og filminstruktør kendt fra bl.a. Pulp Fiction, Lie to Me og The Hateful Eight. I 2024 spillede han overfor Trine Dyrholm, da de to havde hovedrollerne som det fraskilte ægtepar i Poison.